# ويليام ووكر (كاتب)
ويليام ووكر (بالإنجليزية: William Walker)‏ هو كاتب أسترالي، ولد في 1838، وتوفي في 1908.